# Časlav Klonimirović
Časlav Klonimirović (srbsky: Часлав Клонимировић) byl kníže Srbského knížectví (Kneževina Srbija), tedy vlastimirovićského státu, jenž existoval od 8. století asi do roku 969. Časlav byl posledním známým panovníkem tohoto státu, který navzdory Časlavově expanzi a úspěchům někdy krátce po jeho smrti zanikl, když byl dobyt Byzantinci a přeměněn v katepanát Raška, v němž se jako první ujal vlády Časlavův zeť Tichomír, manžel jeho jediného dítěte, dcery, jejíž jméno se nedochovalo. Časlav vládl asi od roku 927 až do své smrti, k níž došlo okolo roku 960. Výrazně rozšířil Srbské knížectví, když se mu podařilo sjednotit několik slovanských kmenů v oblasti. Jeho panství dosáhlo břehů Jaderského moře, překročilo řeku Sávu i údolí Moravy. Časlav úspěšně porazil Maďary, kteří přešli v té době Karpaty (a ve střední Evropě mj. zpustošili Velkomoravskou říši), byť v boji s nimi zahynul. Svými rozhodnutími též nasměroval duchovní dějiny Srbska k východu a pravoslaví.

## Život
Jeho otcem byl princ a neúspěšný pretendent trůnu Klonimir, vyhnaný do bulharského exilu, jeho matkou bulharská šlechtična, kterou dal Klonimirovi za manželku bulharský kníže Boris I. Časlav se tak narodil v Bulharsku, v hlavním městě první bulharské říše Preslavi, a vyrůstal na dvoře Symeona I. Roku 924 byl Časlav poslán do Srbska s velkou bulharskou armádou, aby se ujal trůnu. Skutečně vyhnal dosavadního panovníka, avšak namísto jeho intronizace následovala bulharská anexe srbského území. Časlav se zklamaný vrátil na Symeonův dvůr. Bulharská vláda (923-927) nebyla populární a mnoho Srbů v té době uprchlo do Chorvatska a Byzance. Po smrti Symeona (927) Časlav a čtyři přátelé uprchli z Preslavi a vydali se do Srbska. Časlav zde velkou našel lidovou podporu, obnovil nezávislý stát a ujal se trůnu. Mnoho exulantů se pak vrátilo.
Časlav se cíleně a okamžitě podrobil autoritě byzantského císaře Romana I. Lekapena a získal od něj finanční a diplomatickou podporu pro své úsilí vymanit se z bulharského vlivu. Po celou dobu své vlády pak s Byzancí udržoval úzké vztahy. Byzantský vliv (zejména církevní) v Srbsku velmi vzrostl. Vazby vytvořené právě v této době podle všeho rozhodly, jak volila srbská církev během tzv. Velkého schizmatu v roce 1054 (rozdělení křesťanství na západní a východní, tedy pravoslavné). Před Časlavovou érou byly srbské církevní vazby na Řím minimálně stejně silně jako na Konstantinopol. Politický a geopolitický dopad Časlavovy éry byl tudíž pro Srbsko dalekosáhlý, v jistém smyslu je znát dosud.
Přesně hranice jeho státu známy nejsou, ale je jisté, že knížectví velmi rozšířil, začlenil Travunii i části Bosny a převzal oblasti, které dříve držel Michael ze Zahumlje, který mizí z historických pramenů někdy v roce 925, a který předtím vybudoval polonezávislé panství v Hercegovině a v jižním Chorvatsku, když dlouho obratně lavíroval mezi loajalitou k Chorvatskému království, Časlavovu knížectví a Bulharům.
V letech 934 a 943 provedli Maďaři nájezdy na Balkán, hluboko do byzantské Thrákie. Pod velením jistého Kisy pak vtrhli i do Bosny. Časlav se svým vojskem na ně narazil u řeky Driny a rozhodným způsobem je porazil. Kisa byl zabit Časlavovým vojvodou Tichomírem, jemuž pak z vděčnosti Časlav dal za ženu svou dceru. Vdova po Kisovi požádala maďarské vůdce o armádu, aby se mohla pomstít. S neznámým počtem vojáků se vrátila a překvapila Časlava někde na území Sremu. Maďaři zaútočili v noci a zajali Časlava a všechny jeho mužské příbuzné. Na příkaz vdovy byli všichni spoutáni za ruce a nohy a vhozeni do řeky Sávy. Události jsou obvykle datovány k roku 960, ale písemný zdroj se nedochoval.
Po Časlavově smrti se knížectví rozpadlo. Byzantský císař Jan I. Tzimiskes pak v oblasti založili tzv. katepanát, tedy stát se značně omezenou suverenitou, kde krom místního panovníka (Tichomíra) vládl i byzantský guvernér a působila zde byzantská armáda. V 90. letech vznikl pod vládou Jan Vladimíra nový významný srbský stát, Duklja.